# Växjö församling
Växjö församling var en församling i Växjö stift. Församlingen ombildades 1977 till Växjö domkyrkoförsamling.

## Administrativ historik
Församlingen har medeltida ursprung. Den benämndes Växjö stadsförsamling till 1940 då den fick detta namn efter inkorporering av Växjö landsförsamling.
Församlingen var moderförsamling i ett pastorat där Växjö landsförsamling ingick och från 1 maj 1924 även Öjaby församling. Församlingen ombildades 1977 till Växjö domkyrkoförsamling efter utbrytning av Skogslyckans församling..

## Domprostar
| Ämbetstid | Namn                     | Levnadstid  | Övrigt                            |
| --------- | ------------------------ | ----------- | --------------------------------- |
| 1280      | Udualus                  |             |                                   |
| 1320–1340 | Mattias Jonsson (Läma)   |             |                                   |
|           | Gunno                    |             |                                   |
|           | Hanes (Johan) Ottonis    |             |                                   |
| 1430      | Johannes Olavi           |             |                                   |
|           | Carolus Thoreri          |             |                                   |
|           | Jakob Ulfsson            |             |                                   |
|           | Gudmund Nilsson          |             | Senare biskop i Växjö stift.      |
|           | Johannes Petri           |             |                                   |
|           | Nils Olsson              |             |                                   |
|           | Matthias                 |             |                                   |
|           | Gudmund Uggla            |             |                                   |
|           | Dagherus Dagheri         |             |                                   |
|           | Eskillus                 |             |                                   |
|           | Sven                     |             |                                   |
| 1531-1543 | Gudmund Spegel           | -efter 1556 |                                   |
| 1543-1545 | Jöns Grönloff            |             |                                   |
| 1546-1555 | Nils Bogbinder           |             |                                   |
| 1569-1571 | Måns Birgersson          | -1588       |                                   |
| 1572-1583 | Nils Stefansson          |             |                                   |
| 1583-1593 | Johannes Svensson        |             |                                   |
| 1593-1603 | Steno Magni              |             |                                   |
| 1603      | Ericus Jonae Angermannus |             |                                   |
| 1603-1607 | Johannes Ungius          | ca1570-1617 | Senare superintendent i Kalmar    |
| 1607-1632 | Nicolaus Krokius         |             | Senare biskop i Växjö             |
| 1632-1651 | Herman Dusaeus           | -1651       |                                   |
| 1653-1682 | Jonas Zephyrinus         | ca1620-1682 |                                   |
| 1684-1694 | Enevald Widebeck         | 1684-1694   |                                   |
| 1696-1704 | Olaus Cavallius          |             | Senare biskop i Växjö             |
| 1704-1729 | Anders Goeding           | 1657-1729   |                                   |
| 1730-1749 | Olof Osander             | 1700–1787   | Senare biskop i Växjö             |
| 1750-1760 | Sven Bælter              | 1713-1760   |                                   |
| 1762-1769 | Johannes Tillander       | 1705-1769   |                                   |
| 1769-1773 | Nils Alin                | 1712-1773   |                                   |
| 1774-1785 | Johan Rogberg            | 1716-1785   |                                   |
| 1786-1787 | Olof Wallquist           |             | Senare biskop i Växjö             |
| 1788-1801 | Samuel Cronander         | 1719-1801   |                                   |
| 1802-1815 | Håkan Sjögren            | 1727-1815   |                                   |
| 1816-1828 | Magnus Lamér             | 1755-1828   |                                   |
| 1829-1839 | Christopher Isac Heurlin |             | Senare biskop i Växjö             |
| 1839-1847 | Samuel Elmgren           | 1777-1847   |                                   |
| 1849-1873 | Anders Gustaf Ahlstrand  | 1789-1873   |                                   |
| 1875-1892 | Wilhelm Gustaf Wetter    | 1813-1892   |                                   |
| 1894-1909 | Karl Henning             | 1843-1909   |                                   |
| 1911-1926 | Esaias Ekedahl           | 1856-1926   |                                   |
| 1928-1943 | Gunnar Brundin           | 1872-1958   |                                   |
| 1943-1956 | Ivar Hylander            | 1900-1982   | Senare biskop i Luleå             |
| 1957-1973 | Gustaf Adolf Danell      | 1908-2000   |                                   |
| 1974-1977 | Bengt Hallgren           | född 1925   | Senare biskop i Härnösands stift. |

## Domkyrkoorganister[3]
| Ämbetstid | Namn                         | Levnadstid | Övrigt                                                                              |
| --------- | ---------------------------- | ---------- | ----------------------------------------------------------------------------------- |
| 1682–1715 | Arwed Larsson Thorsell       | –1723      |                                                                                     |
| 1715–1734 | Ernst Zeidenzopf             | –1734      |                                                                                     |
| 1734–1738 | Zacharias Thursenius         | 1691–1738  | [ 4 ]                                                                               |
| 1738–1739 | Gabriel Höök                 | 1698–1769  |                                                                                     |
| 1740–1742 | Johan Dybeck                 |            |                                                                                     |
| 1743      | Magnus Grönqvist             | 1731–      |                                                                                     |
| 1744–1761 | Fredrik Christian Zeidenzopf | 1705–1761  |                                                                                     |
| 1768–1779 | Johan Christian Zschotzscher | 1741–1780  |                                                                                     |
| 1780–1792 | Jöns Munk                    | 1745–1792  |                                                                                     |
| 1793–1845 | Johannes Svensson            | 1775–1845  |                                                                                     |
| 1793–1822 | Zacharias Åberg              | 1756–1822  |                                                                                     |
| 1848–1874 | Knut Lönngren                | 1816–1874  |                                                                                     |
| 1874-1876 | Teolinda Maria Lovisa Olsson | 1842-      | Vikarierande domkyrkoorganist.                                                      |
| 1876–1921 | Albert Wideman               | 1846–1921  | Domkyrkoorganist.                                                                   |
| 1921–1936 | Elof Larsén                  | 1873–1936  | Domkyrkoorganist. Han vikarierade som organist mellan 1910 och 1921 i församlingen. |
| 1936–1953 | Gotthard Arnér               | 1913–2002  | [ 6 ]                                                                               |
| 1954–1974 | Ture Olsson                  | 1907–1988  | Domkyrkoorganist.                                                                   |
| 1974–1977 | Knut Sitell                  | 1930–2025  |                                                                                     |

## Kantorer och klockare[3]
| Ämbetstid | Namn                         | Levnadstid | Övrigt                                   |
| --------- | ---------------------------- | ---------- | ---------------------------------------- |
| 1647-1678 | Erland Månsson Colliander    | 1617-1696  | Kantor.                                  |
| 1678-1680 | Petrus Lupinus               |            | Kantor.                                  |
| 1685-1734 | Ernst Zeidenzopf             | –1734      | Kantor. Senare organist i församlingen.  |
| 1734-1738 | Zacharias Thursenius         | 1691–1738  | Kantor. Senare organist i församlingen.  |
| 1738-1739 | Gabriel Höök                 | 1698–1769  | Kantor. Senare organist i församlingen.  |
| 1739-1741 | Niclas Grönqvist             | 1700-1741  | Kantor.                                  |
| 1743      | Magnus Grönqvist             | 1731–      | Kantor.                                  |
| 1743-1752 | Fredrik Christian Zeidenzopf | 1705–1761  | Kantor.                                  |
| 1753-1767 | Isacus Åberg                 | 1710-1767  | Kantor.                                  |
| 1768-1779 | Johan Christian Zschotzscher | 1741–1780  | Kantor.                                  |
| 1780-1790 | Salomon Eklin                | 1756-1803  | Kantor.                                  |
| 1790–1822 | Zacharias Åberg              | 1756–1822  | Kantor och klockare.                     |
| 1823–1840 | Alexander Åberg              | 1798-1840  | Kantor och klockare.                     |
| 1850-1879 | Gustaf Mauritz Olsson        | 1813-1879  | Kantor från 1852 och klockare från 1850. |
| 1882-1912 | Oscar Bunth                  | 1844-1912  | Kantor och klockare.                     |
| 1913-1947 | Simon Lundin                 | 1887-1947  | Kantor och klockare.                     |
| 1948–1964 | Karl Bertil Herbert Rask     | 1908–      | Domkyrkokantor.                          |